# Ненад В. Петровић
Ненад В. Петровић (Загреб, 30. мај 1925 — Лондон, 21. март 2014) био је књижевник и истакнути представник бројне српске заједнице у расејању.

## Биографија
Ненад В. Петровић је рођен 30. маја 1925. у Загребу од оца Војислава и мајке Наде, рођене Јакшић. Његов отац је био официр који је учествовао у Првом светском рату као водник у Добровољачком одреду војводе Вука а у Другом светском рату као командант 108. пешадијског пука. Очев официрски позив одразио се на школовање сина који је учио основну школу у четири различита краја некадашње Краљевине Југославије: у Загребу, Подгорици, Сарајеву и Београду. Гимназију са великом матуром завршио је у Трећој мушкој гимназији у Београду 1944. и прдружио се четницима у Србији.
После повлачења кроз Санџак и Босну, као болесник од тифуса стигао до Словеније и Италије где је од 1945. до 1947. био у савезничком логору Еболи а после тога тумач југословенским јединицама у служби код британске војске у логору Lammie код Напуља. Преко Немачке стигао је децембра 1947. године у Енглеску као расељено лице. Прво је радио као пољопривредни радник, а потом се запослио у великој фирми прехрамбене индустрије Ј. Lyons & Со у Лондону као административни службеник.
Политичко-економске науке студирао је у Лондону као ванредни студент.
Био је члан Савеза Ослобођење од 1956. до његовог расформирања 1994, члан уређивачког одбора месечника Наша реч од 1958. до престанка излажења тог часописа децембра 1990, као и члан уређивачког одбора библиотеке Наше дело. Од 1963. до 1994. године када је тај одбор укинут.
Био је секретар Изгнаничког комитета Либералне интернационале од 1963. до 1985. године. Ненад Петровић је све време био активан у српско-православној црквеној општини Лондона где је прво, преко двадесет година био секретар, а после и председник од 1985. до 1988. године.
У време када је професор Радоје Кнежевић уређивао лист Глас канадских Срба, од 1964. до 1974. био је стални сарадник тог недељника. Као публициста сарађивао је поред Наше речи у париском Савременику, потом Дијалогу, у аустралијској Слози и другим листовима и часописима у дијаспори, пишући о темама из области културе и уметности.
Члан Удружења српских писаца у иностранству (које је основао 1951. Слободан Јовановић) постао је 1964. Изабран је за секретара тог удружења од 1977. до 1986. а потом и за председника од 1986. године. Децембра 1989. изабран је у Београду за почасног члана Удружења књижевника Србије.
Био је члан Акционог одбора Демократске алтернативе и учествовао својим прилозима у обе књиге Демократске Југославије: „За нови друштвени и политички морал“ (1967) и „О буђењу национализма под комунистичким режимима“ (1972), као и у зборнику „Демократске реформе“ (који су уредили Ване Ивановић и Алекса Ђилас) где је објављен његов рад Национализам и демократске реформе (1982).
Објавио је књиге: „Лице и наличје комунизма у Југославији“ (1963) и „Марксова кћи - историјско--критички оглед о Елеонори Маркс и зачецима социјализма у Енглеској“ (1973). У ревији Центра за југословенска питања у Лондону објавио је на енглеском „Yugoslav Communist Party Congresses since the War“ (1965) и „The Fall of Aleksandar Ranković“ (1967), а на српском језику „Димитрије Митриновић“ (1967), „Стогодишњица Лењиновог рођења“ (1970), „Владимир Гаћиновић„ (1967), „Ристо Радуловић„ (1969), „Петар Струве“ (1971).
У Зборнику удружења српских писаца јавио се чланцима: О нашој књижевности у емиграцији (1973) и Последња монографија о Хиландару (1980).
У Југославији је објавио књигу есеја „Из живота лондонских политичких емиграција“ 1998. године и „Огледе о смислу и заблудама“, у оквиру библиотеке Српска дијаспора, 2001. године.